# Diocesi di Nueve de Julio
La diocesi di Nueve de Julio (in latino Dioecesis Sancti Dominici Novem Iulii) è una sede della Chiesa cattolica in Argentina suffraganea dell'arcidiocesi di Mercedes-Luján. Nel 2023 contava 431.000 battezzati su 483.000 abitanti. È retta dal vescovo Ariel Edgardo Torrado Mosconi.

## Territorio
La diocesi comprende diciassette distretti della provincia di Buenos Aires: Bragado, Carlos Casares, Carlos Tejedor, Florentino Ameghino, General Pinto, General Viamonte, General Villegas, Hipólito Yrigoyen, Lincoln, Nueve de Julio, Pehuajó, Pellegrini, Rivadavia, Salliqueló, Trenque Lauquen, Tres Lomas e Veinticinco de Mayo.
Sede vescovile è la città di Nueve de Julio, dove si trova la cattedrale di San Domenico di Guzmán.
Il territorio si estende su 57.016 km² ed è suddiviso in 35 parrocchie.

## Storia
La diocesi è stata eretta l'11 febbraio 1957 con la bolla Quandoquidem adoranda di papa Pio XII, ricavandone il territorio dalle diocesi di Azul e di Mercedes (oggi arcidiocesi di Mercedes-Luján).
Originariamente suffraganea dell'arcidiocesi di Buenos Aires, il 5 maggio 1967 in forza della bolla Qui divino consilio di papa Paolo VI entrò a far parte della provincia ecclesiastica dell'arcidiocesi di La Plata.
Il 4 ottobre 2019 è entrata a far parte della provincia ecclesiastica di Mercedes-Luján.

## Cronotassi dei vescovi
Si omettono i periodi di sede vacante non superiori ai 2 anni o non storicamente accertati.
- Agustín Adolfo Herrera † (13 marzo 1957 - 24 luglio 1961 nominato vescovo coadiutore di Jujuy[2])
- Antonio Quarracino † (3 febbraio 1962 - 3 agosto 1968 nominato vescovo di Avellaneda)
- Alejo Benedicto Gilligan † (19 luglio 1969 - 28 agosto 1991 ritirato)
- José Vittorio Tommasí † (28 agosto 1991 - 16 settembre 1998 deceduto)
- Martín de Elizalde, O.S.B. (6 luglio 1999 - 1º dicembre 2015 ritirato)
- Ariel Edgardo Torrado Mosconi, succeduto il 1º dicembre 2015

## Statistiche
La diocesi nel 2023 su una popolazione di 483.000 persone contava 431.000 battezzati, corrispondenti all'89,2% del totale.
| anno | popolazione | popolazione | popolazione | presbiteri | presbiteri | presbiteri | presbiteri                | diaconi | religiosi | religiosi | parrocchie |
| anno | battezzati  | totale      | %           | numero     | secolari   | regolari   | battezzati per presbitero | diaconi | uomini    | donne     | parrocchie |
| ---- | ----------- | ----------- | ----------- | ---------- | ---------- | ---------- | ------------------------- | ------- | --------- | --------- | ---------- |
| 1966 | ?           | 322.150     | ?           | 81         | 54         | 27         | ?                         |         | 37        | 181       | 33         |
| 1970 | ?           | 326.729     | ?           | 72         | 53         | 19         | ?                         |         | 40        | 156       | 34         |
| 1976 | 297.000     | 330.074     | 90,0        | 68         | 45         | 23         | 4.367                     |         | 33        | 145       | 37         |
| 1980 | 333.000     | 370.700     | 89,8        | 63         | 44         | 19         | 5.285                     |         | 31        | 134       | 35         |
| 1990 | 356.000     | 393.000     | 90,6        | 49         | 38         | 11         | 7.265                     |         | 29        | 126       | 35         |
| 1999 | 382.000     | 420.000     | 91,0        | 49         | 35         | 14         | 7.795                     | 5       | 40        | 82        | 41         |
| 2000 | 387.000     | 422.000     | 91,7        | 51         | 34         | 17         | 7.588                     | 5       | 32        | 83        | 41         |
| 2001 | 373.000     | 410.000     | 91,0        | 53         | 36         | 17         | 7.037                     | 5       | 32        | 83        | 42         |
| 2002 | 348.977     | 382.196     | 91,3        | 53         | 35         | 18         | 6.584                     | 5       | 30        | 84        | 38         |
| 2003 | 343.977     | 382.196     | 90,0        | 52         | 34         | 18         | 6.614                     | 4       | 30        | 84        | 38         |
| 2004 | 343.977     | 382.196     | 90,0        | 52         | 34         | 18         | 6.614                     | 4       | 30        | 84        | 38         |
| 2013 | 391.000     | 438.000     | 89,3        | 46         | 27         | 19         | 8.500                     | 5       | 30        | 74        | 33         |
| 2016 | 403.000     | 452.000     | 89,2        | 48         | 29         | 19         | 8.395                     | 6       | 32        | 77        | 33         |
| 2019 | 415.555     | 466.070     | 89,2        | 48         | 30         | 18         | 8.657                     | 3       | 27        | 56        | 35         |
| 2020 | 419.700     | 470.700     | 89,2        | 48         | 30         | 18         | 8.744                     | 3       | 27        | 56        | 35         |
| 2021 | 423.500     | 474.940     | 89,2        | 48         | 30         | 18         | 8.822                     | 3       | 25        | 49        | 35         |
| 2023 | 431.000     | 483.000     | 89,2        | 48         | 30         | 18         | 8.979                     | 5       | 27        | 53        | 35         |